# Disaster Date
Disaster Date é um programa produzido pela MTV em que jovens ou adultos pensam estar indo ao encontro às escuras, mas uma pessoa conhecida sua contratou ator da emissora para tentar provocar neste o que mais odeia e fazê-lo abandonar o encontro. Ele dura até uma hora (ou menos, dependendo se o participante desistir) e a cada minuto aguentado o entiado recebe 1 dólar.